# Fundacja Centrum Solidarności
Fundacja Centrum Solidarności – polska fundacja, która powstała pod koniec 1999 roku. Jej założycielami byli: Lech Wałęsa, Ks. Abp Tadeusz Gocłowski, NSZZ „Solidarność”, Gmina Miasta Gdańsk, Województwo Pomorskie, Instytut Lecha Wałęsy, Region Gdański NSZZ Solidarność, Komisja Międzyzakładowa NSZZ Solidarność Stoczni Gdańsk S.A., Stocznia Gdańsk S.A.
Jej celem jest działalność oświatowa, naukowa i kulturalna upowszechniająca wiedzę o Solidarności i jej wpływie na rozwój demokracji na świecie, a także promowanie dokonań środowisk opozycji antykomunistycznej w Polsce po 1945 roku. Fundacja propaguje także ideę solidarności, jako wartości międzyludzkiej. Jest organizatorem Olimpiady Solidarności.

## Zarząd[1]
- Danuta Kobzdej – prezes
- Jerzy Jaworski – wiceprezes
- Tomasz Posadzki – wiceprezes

## Rada[2]
- Lech Wałęsa – przewodniczący[3]
- Krzysztof Dośla
- Piotr Duda
- Marek Gorzelewski
- Maciej Grzywaczewski
- Karol Guzikiewicz
- Jan Kozłowski
- Bogdan Wałęsa

## Dyrektor Fundacji
- Jerzy Borowczak